# Lilium parvum
Lilium parvum är en liljeväxtart som beskrevs av Albert Kellogg. Lilium parvum ingår i släktet liljor, och familjen liljeväxter. Inga underarter finns listade.

## Bildgalleri

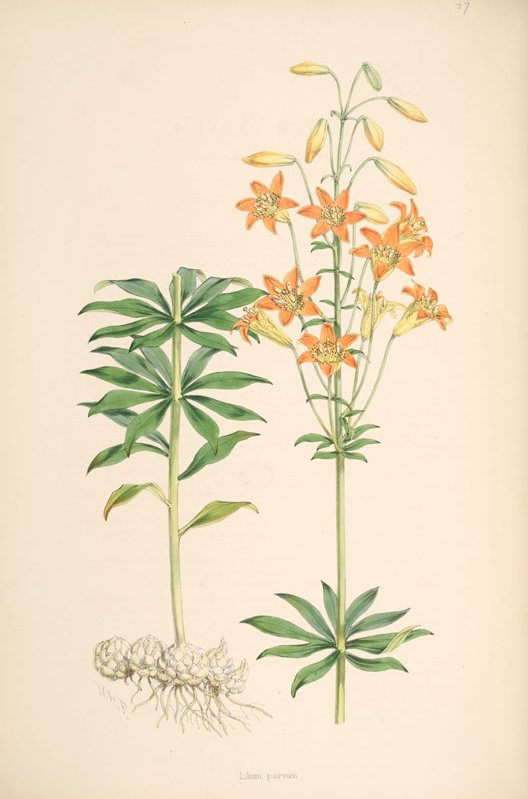
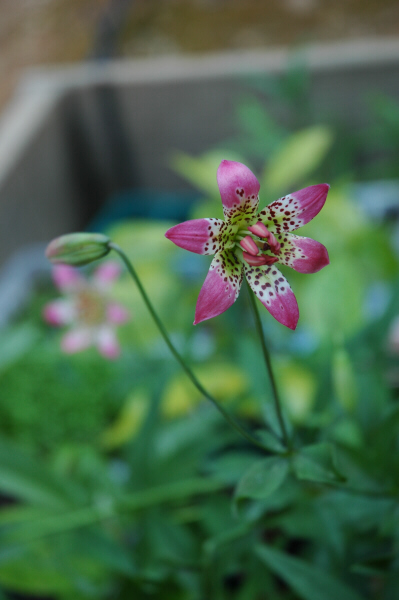
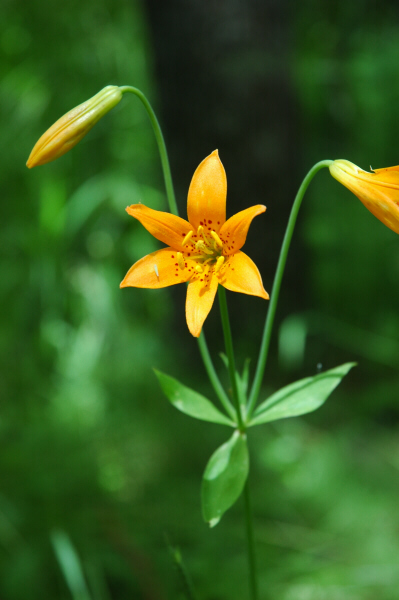
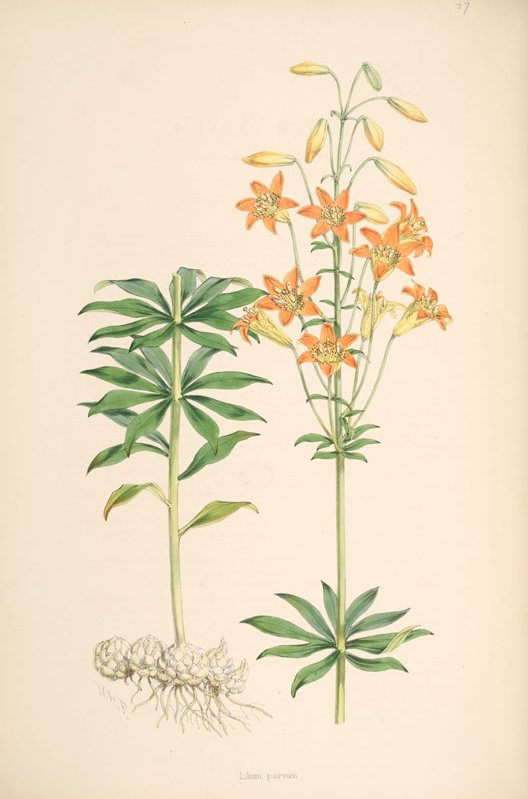